# Cantó de Senones
El cantó de Senones és un cantó francès del departament dels Vosges, situat al districte de Saint-Dié-des-Vosges. Té 18 municipis i el cap és Senones.

## Municipis
- Ban-de-Sapt
- Belval
- Châtas
- Denipaire
- Grandrupt
- Hurbache
- Ménil-de-Senones
- Le Mont
- Moussey
- Moyenmoutier
- La Petite-Raon
- Le Puid
- Saint-Jean-d'Ormont
- Saint-Stail
- Le Saulcy
- Senones
- Le Vermont
- Vieux-Moulin

## Història
| Data d'elecció                           | Identitat                | Partit                     | Qualitat |
| ---------------------------------------- | ------------------------ | -------------------------- | -------- |
| 1945-1951                                | Louis Creusot            | SFIO                       |          |
| 1951-1964                                | Adrien Bernard           | Divers droite, després UNR |          |
| 1964-1988                                | André Valentin           | Centrista, després PS      |          |
| 1988-2001                                | Jean-Sébastien Tronquart | Divers droite              |          |
| 2001-                                    | Jean-Luc Beverina        | PS                         |          |
| les dades anteriors no són pas conegudes |                          |                            |          |
|                                          |                          |                            |          |

## Demografia
| A partir de 1990: població sense dobles comptes |